# 永靖級獵雷艦
永靖級獵雷艦是一個由中華民國海軍所操作的獵雷艦（近岸獵雷艦）級別，隸屬海軍一九二艦隊。其前身原本是美國海軍的鶚級獵雷艦（Osprey-class coastal minehunter），因為美國的軍事轉型而提早退役並轉售包括中華民國在內的友好國家。800噸級的此級船艦，除了尺碼噸位超過一般獵雷艦的平均水準外，配備較新穎的高精度聲納等設備也是另一個特色。

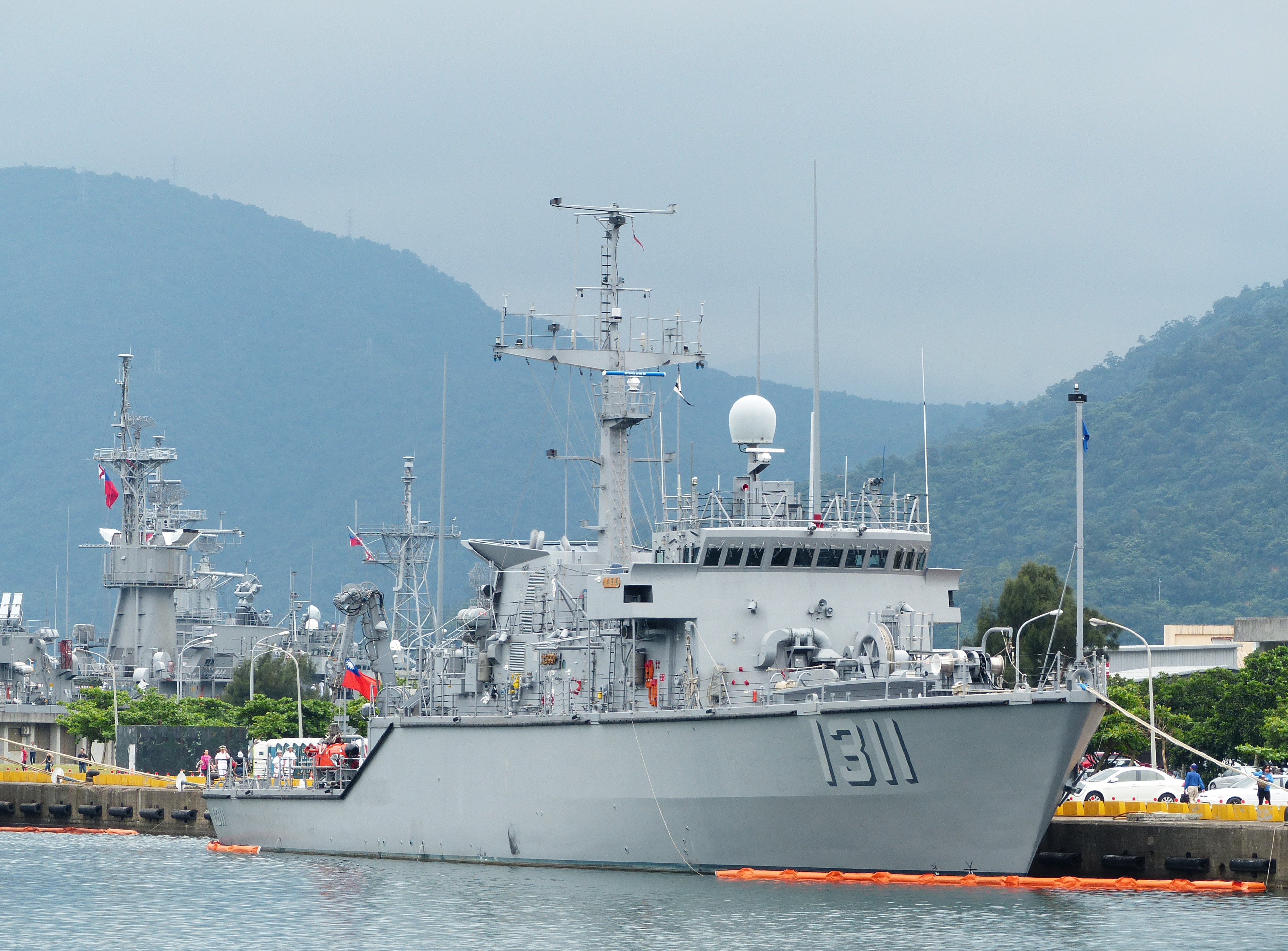
永靖級獵雷艦——永安號（MHC-1311）。

## 對美採購
美國一共將鶚級獵雷艦分兩次出售給中華民國，其中第一次公告釋出的時間點是2006年，預計移交之船艦為當年預定退役之金鶯號（USS Oriole MHC-55）與獵鷹號（USS Falcon MHC-59），但因故未能成交。之後因台美關係惡化，所有的台美軍售也暫時凍結。直到2010年1月29日美國發佈對台軍售時，這2艘獵雷艦再度出現在名單上；中華民國海軍於同年編列接艦預算，代號「康平專案」，包含船艦、訓練、岸上基礎設備建置開支共新台幣35億元。2012年8月2日，中華民國海軍完成接艦任務，定名「永靖級獵雷艦」。
| 艦名   | 舷號     | 安放龍骨日期 | 下水日期      | 服役日期      | 除役日期 | 備註                                                                                         |
| ------ | -------- | ------------ | ------------- | ------------- | -------- | -------------------------------------------------------------------------------------------- |
| 永靖號 | MHC-1310 | 1991年8月3日 | 1993年5月22日 | 2012年8月10日 |          | 原美國海軍金鶯號（USS Oriole〔MHC-55〕），1995年－2006年除役，2012年8月2日移交中華民國海軍。 |
| 永安號 | MHC-1311 | 1993年7月1日 | 1995年6月3日  | 2012年8月10日 |          | 原美國海軍獵鷹號（USS Falcon〔MHC-59〕），1997年－2006年除役，2012年8月2日移交中華民國海軍。 |

## 後續計畫
除了向美軍購置的獵雷艦，中華民國海軍仍需8艘獵雷艦取代舊型的副長級掃雷艦與永陽級遠洋掃雷艦（進取級掃雷艦），除了美軍移交的2艘外仍有6艘缺額。2010年9月，美國釋出知更鳥號（USS Robin〔MHC-54〕）的出售許可，但中華民國海軍婉拒了接收第三艘鶚級艦的方案，考慮自歐洲廠商取得設計圖，採「國艦國造」方式進行後續的新艦增補工作。
2014年10月21日，獵雷艦第二階段（康平專案）經過評審委員會投票，慶富造船以些微領先的分數擊敗台灣國際造船，獲得中華民國海軍6艘獵雷艦的造艦合約，這項合約案後續被懷疑有詐貸疑雲，而遭到高雄地檢署偵查。
並遭到第一銀行為首的公營銀行團宣告違約。海軍在2017年12月13日點出慶富造船五大違約事證，因此正式啟動解約程序。
慶富造船於2018年3月28日發出新聞稿表示，首艘獵雷艦載台於意大利Intermarine造船廠下水。